# Costa Masnaga
Costa Masnaga (Masnàga in dialetto brianzolo) è un comune italiano di 4 747 abitanti della provincia di Lecco in Lombardia.

## Storia
Il ritrovamento di resti di palafitte preistoriche nel lago di Pusiano e di altri reperti di età romana (tra cui un masso avello) nei dintorni di Costa Masnaga testimoniano la presenza di attività umane in tempi antichi.
Durante il Medioevo, il territorio odierno di Costa Masnaga comprendeva numerose fortificazioni. Una delle tracce più antiche di insediamenti sul territorio comunale è infatti la Torre di Camisasca, recentemente restaurata, edificata intorno all'anno 1000 probabilmente per difendersi dai continui saccheggi degli Ungari dalle famiglie di origine longobarda. Anche l'abitato di Tregolo si sviluppò attorno a un castello, andato tuttavia distrutto nel 1556. Una torre medievale e una casaforte rurale si trovavano (e si trovano tuttora) anche a Brenno, mentre a Centemero si trovava una roccaforte che oggi sopravvive solamente nella denominazione di una corte.
Nel XVII secolo la peste decimò la popolazione del paese.
Il comune antico di Costa Masnaga, formatosi nel Medioevo, venne fuso nel 1757 con la vicina Tregolo nell'ambito della riforma amministrativa dell'Imperatrice Maria Teresa.  Una prima esperienza di unione amministrativa con Brenno e Centemero fu varata dal governo di Napoleone nel 1809, ma fu abrogata dagli austriaci sette anni dopo. Il comune odierno di Costa Masnaga venne infine creato nel 1870 dalla fusione dei comuni di Brenno della Torre, Centemero e Tregolo.
In epoca più recente Costa Masnaga vede la nascita dei primi opifici: l'attività tessile si consolida e si espande negli anni assumendo proporzioni importanti e risultando decisiva per la ricchezza del territorio. 
Accanto alla lavorazione della seta nascono poi aziende specializzate nella lavorazione di altre fibre, come per esempio quella del cotone.
A suggello di questa inestimabile propensione per le attività tessili viene conferito al comune il titolo di "Città del Tessile".

### Simboli
Lo stemma comunale è stato concesso con regio decreto del 30 maggio 1930.
La blasonatura raffigura la torre di Tregolo e i ruderi dell'antico castello, ricompresi nel perimetro di Villa Beretta.
Il gonfalone, concesso con D.P.R. dell'8 dicembre 1959, è un drappo di azzurro.

## Monumenti e luoghi d'interesse

### Architetture religiose
- Parrocchiale di Santa Maria, ricostruita nel XVII secolo sulla base di una precedente chiesa, citata nel Liber Notitiae Sanctorum Mediolani come Maxenaga ecclesia sancte marie[8]. Nel XIX secolo fu ampliata grazie all'aggiunta di due navate laterali.[5] I lavori andarono avanti fino agli inizi del Novecento, e si conclusero ufficialmente con la riconsacrazione dell'edificio, nel 1907.[8] Alla fine delle ristrutturazioni, la navata venne affrescata dal pittore Romeo Rivetta, autore dei numerosi tondi che, sulla volta, riportano figure di santi.[8]
- Oratorio di Sant'Ambrogio, in località Brenno.[9]
- Oratorio di San Genesio, in località Camisasca, già attestato durante le visite pastorali commissionate nel 1585 da Gaspare Visconti.[10]

### Architetture civili
- Villa Beretta, nel cui parco si trovano i resti del castello di Tregolo (in particolare una torre) e dell'annessa cappella.[5][11] Il castello fu distrutto nel 1556, su ordine di Carlo V[12]. Ceduta nel 1946 da Teresa Beretta alle suore infermiere dell'Addolorata, è divenuta una struttura sanitaria alle dipendenze dell'ospedale Valduce di Como.[13]
- Torre di Brenno,[14] risalente al secolo XI.[15]
- Torre Camisasca (XII-XIII secolo)[16]
- Palazzo Isacco Gherardi, già attestato nel 1753.[17]
- Ex-sede del municipio, edificio risalente al primo quarto del Novecento.[18]
- Complesso detto Il Fabbricone, edificato nel 1912.[19]
- Ex-filanda Isacco[20]

## Società

### Evoluzione demografica
Comune di Costa Masnaga
- 110 abitanti nel 1751

Comune di Tregolo
- 468 abitanti nel 1803

Comune di Tregolo e uniti
- 1006 abitanti nel 1809

Comune di Tregolo
- 628 abitanti nel 1853
- 718 abitanti nel 1861

Abitanti censiti

## Amministrazione

### Sindaci
- Giovanni Beretta (1870 - 1880)
- Antonio Rovagnati (1880 - 1882)
- Antonio Zenoni (1882 – 1890)
- Cav. Patrioli (Commissario governativo) (1890)
- Giovanni Mariani (1890 – 1891)
- Michele Beretta (1891)
- Luigi Panzeri (1891 – 1892)
- Michele Beretta (1892 - 1895)
- Carlo Pellenghi (1895 - 1900)
- Antonio Rovagnati (1900 – 1903)
- Giuseppe Mariani (1903 - 1906)
- Francesco Rossini (1906 - 1908)
- Giuseppe Mariani (1908 – 1920)
- Pietro Terenghi (1920 – 1921)
- Anselmo Sirtori (1921 – 1925)
- Cav. Leopoldo Costa (Commissario Prefettizio) (1925 – 1926)
- Giuseppe Mariani (1926 – 1934)
- Giuseppe Rossini (1934 – 1939)
- Pericle De Filippis (Commissario Prefettizio) (1939 – 1941)
- Giuseppe Magni (1941 – 1945)
- Alessandro Beretta (1945 – 1946)
- Umberto Riva (1946 – 1951)
- Osvaldo Viganò (1951 – 1956)
- Umberto Riva (1956 – 1975)
- Alfredo Colombo (1975 – 1990)
- Eugenio Viganò (1990 – 1995)
- Umberto Primo Bonacina (1995 – 2004)
- Luciano Sola (2004 – 2009)
- Umberto Primo Bonacina (2009 – 2014)
- Sabina Panzeri (2014 - in carica)

## Scuole
È presente un istituto comprensivo composto da due scuole dell'infanzia, tre scuole primarie e una scuola secondaria di primo grado. Le scuole di Costa Masnaga fanno parte di un istituto che comprende le scuole di comuni limitrofi: Nibionno e Bulciago.

## Gemellaggi
- Clonmel